# Kościół św. Mikołaja w Bonikowie
Kościół św. Mikołaja w Bonikowie – rzymskokatolicki kościół w Bonikowie, w województwie wielkopolskim. 
Dokumenty świadczą, że kościół parafialny w Bonikowie istniał już w roku 1580. W 1610 podano, że był drewniany i był pod wezwaniem św. Mikołaja. Kościół podupadł, gdyż w 1661 został przekazany w stanie ruiny przez Jana Kazimierza mansjonarzom z Kościana. 
Istniejący szachulcowy kościół pochodzi z 1785 roku. Data wybudowania została uwieczniona na belce tęczowej. Na wyposażeniu kościoła jest późnorenesansowy ołtarz z mensą z 1787, późnogotycka rzeźba Maryi Panny, chrzcielnica z ok. 1700 i gotycko-renesansowy krucyfiks z II poł. XVI wieku. Obraz Matki Boskiej Śnieżnej w ołtarzu pochodzi z 1621.
Od 1955 roku kościół w Bonikowie figuruje w rejestrze zabytków.

## Galeria

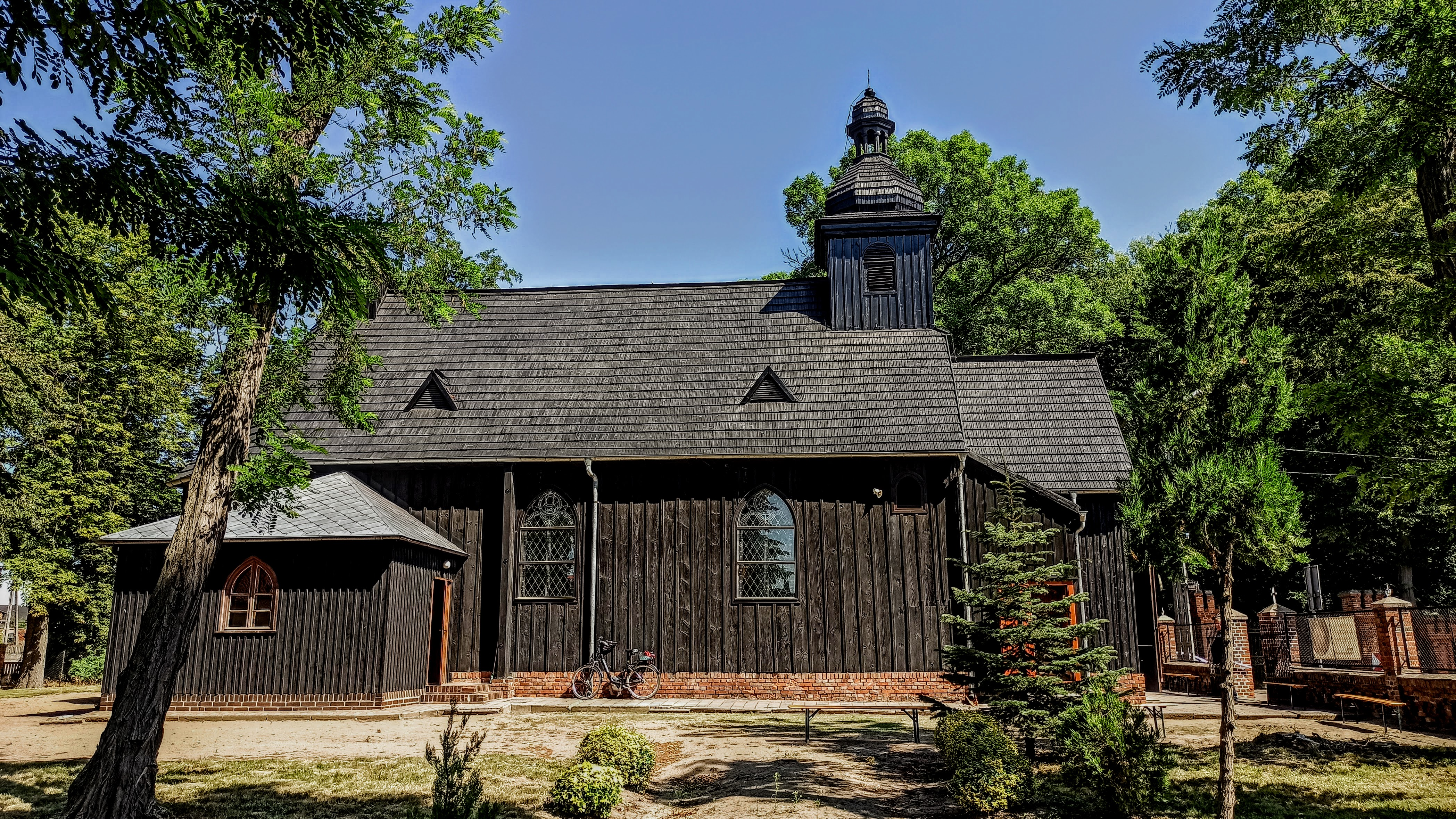
widok od strony południowej
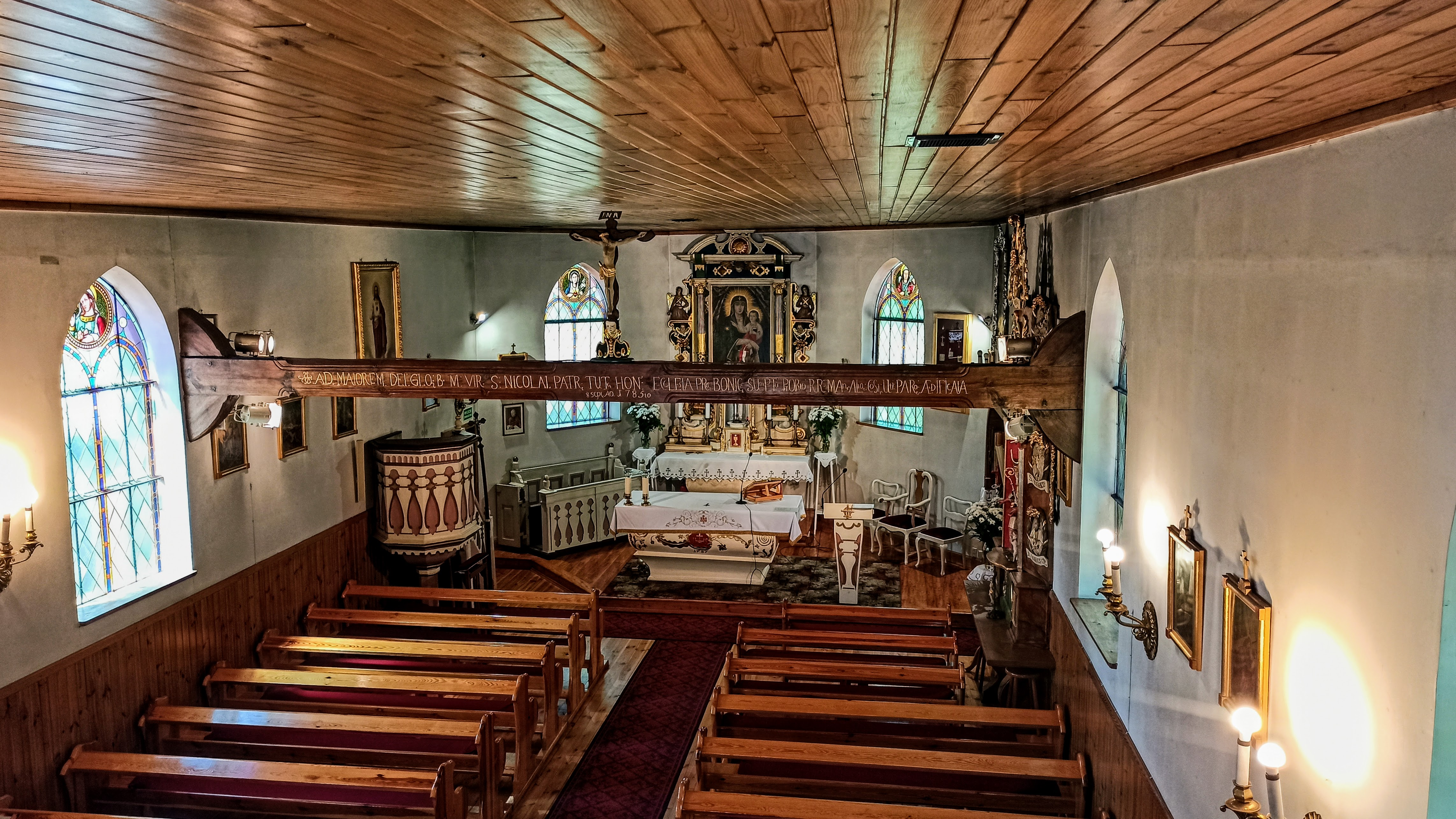
wnętrze
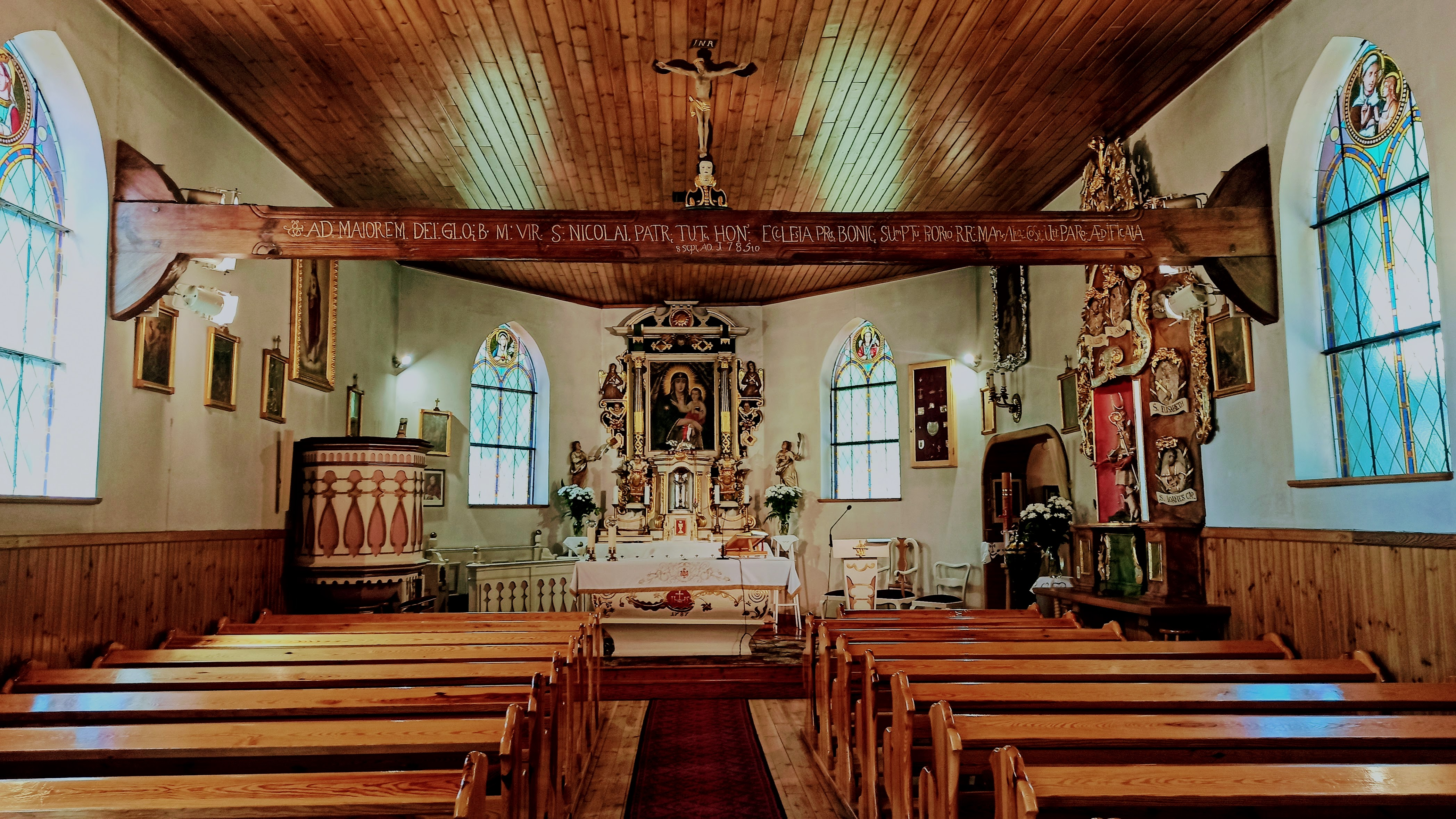
wnętrze
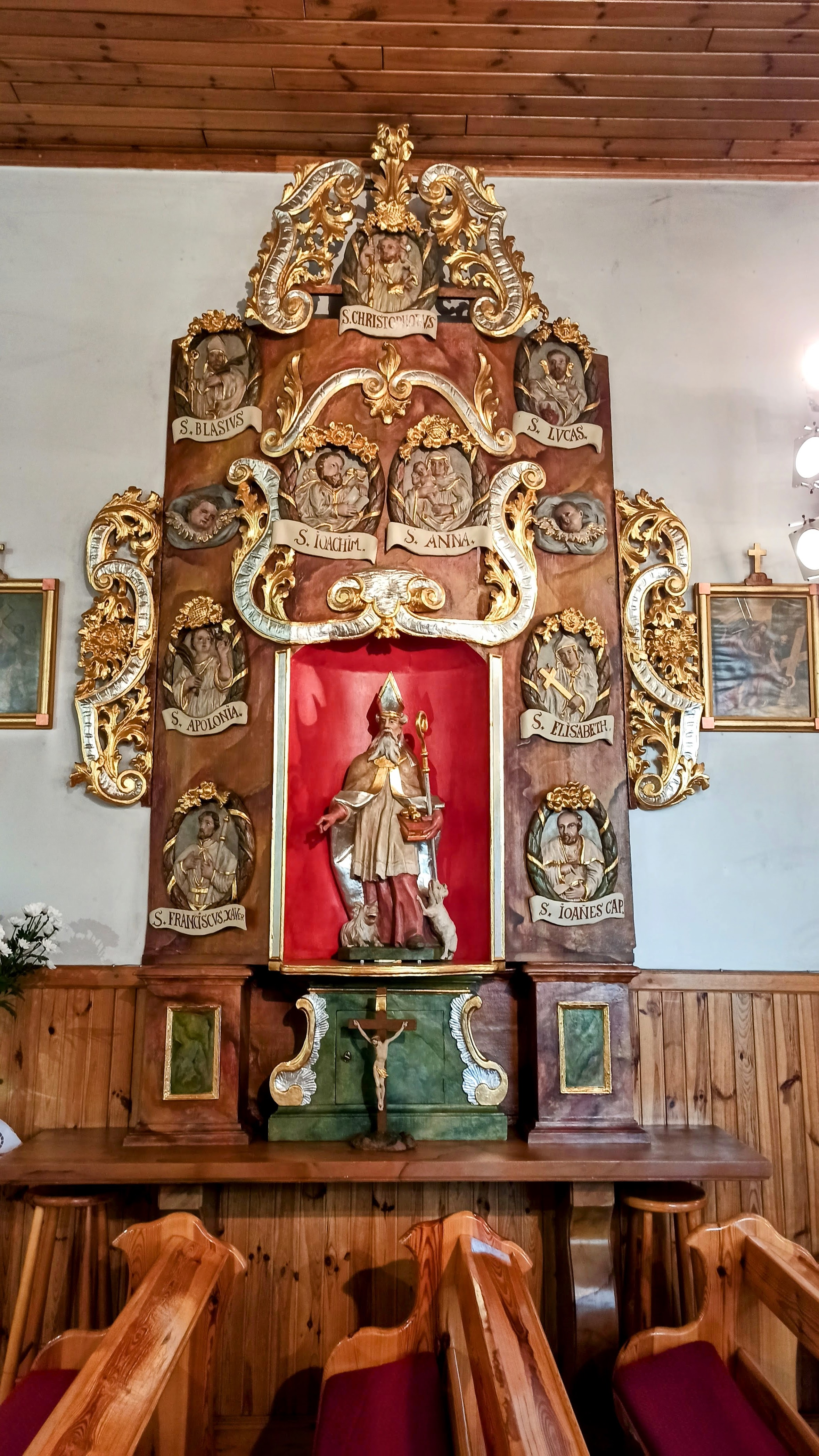
Ołtarz boczny
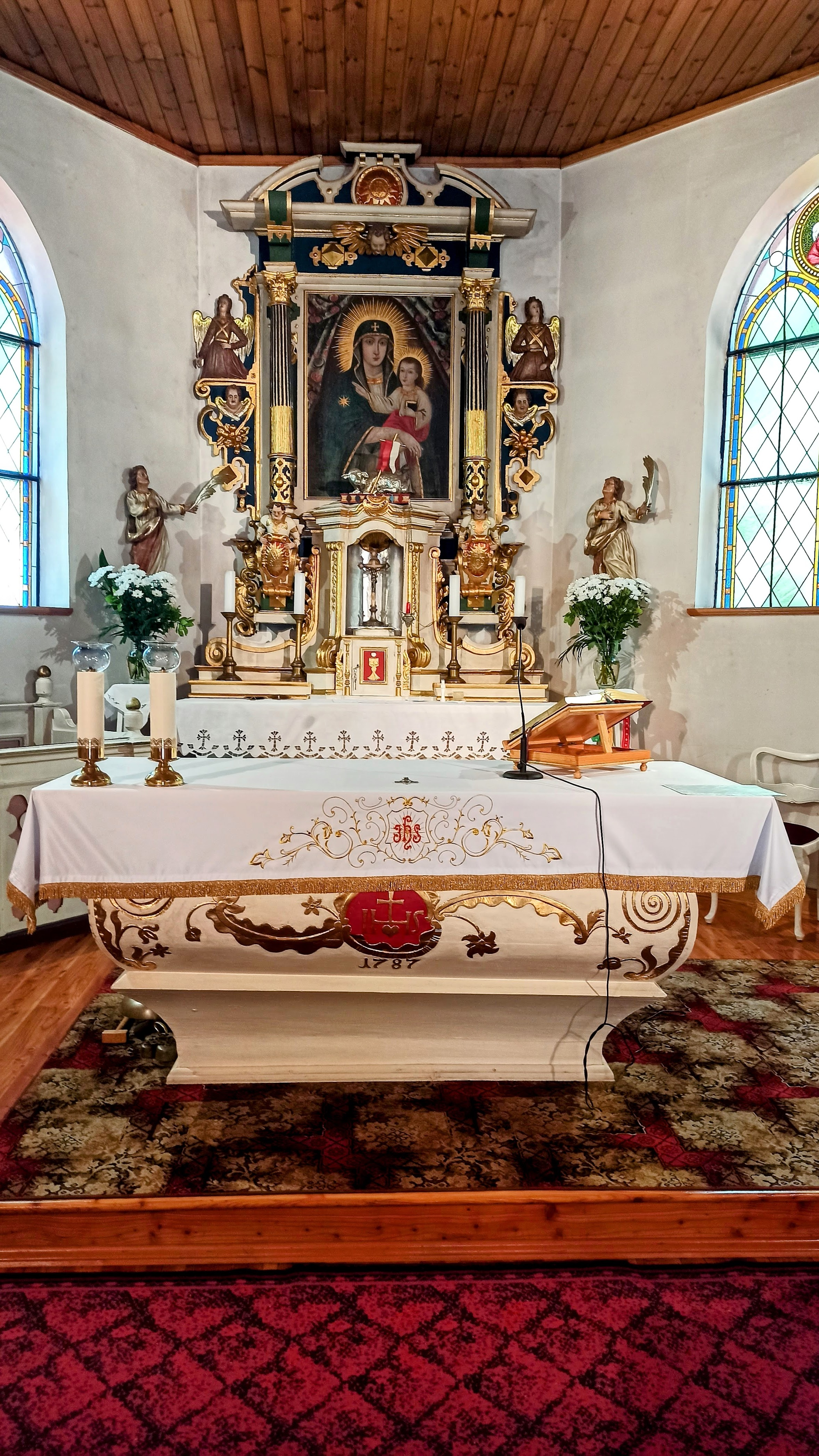
Ołtarz główny
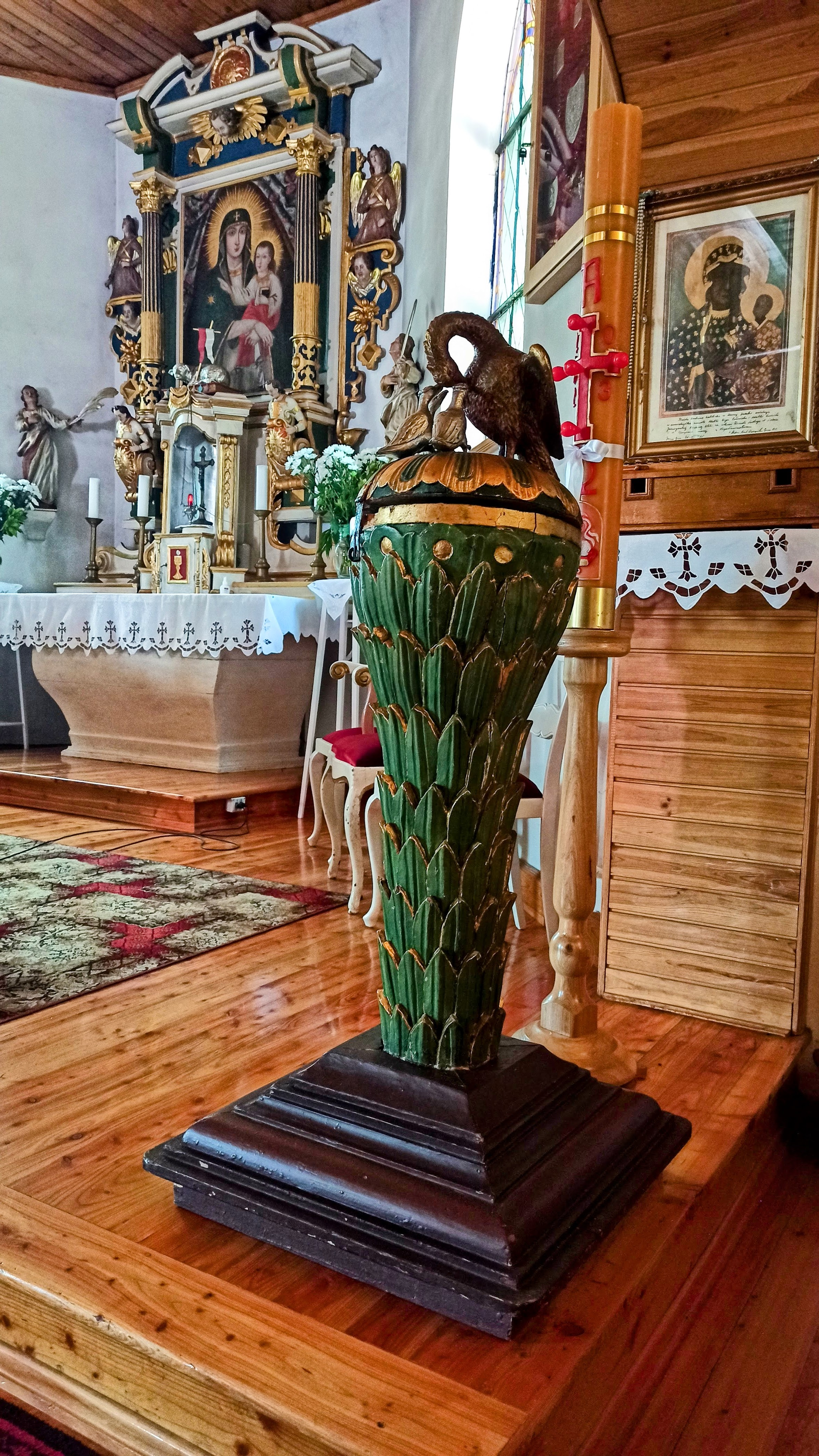
Chrzcielnica